# Asher Angel
Asher Dov Angel (Phoenix, 2002. szeptember 6. –) amerikai színész.  
Pályafutását gyerekszínészként kezdte a 2008-as Jolene című filmben. A Disney Channel 2017-es Andi Mack című sorozatában Jonah Beck szerepét alakította. 2019-ben Angel játszotta Billy Batsont a Shazam! című DC-moziuniverzum filmben. 

## Élete és pályafutása
Angel az arizonai Phoenixben született, és az arizonai Paradise Valleyben nőtt fel. Szülei Jody és Coco Angel, ő a legidősebb a három testvére közül. Egy öccse és egy húga van. Részben zsidó. Énekel és gitározik.

## Filmográfia

### Film
| Év   | Magyar cím                 | Eredeti cím                 | Szerep            | Magyar hang  |
| ---- | -------------------------- | --------------------------- | ----------------- | ------------ |
| 2008 | Jolene                     | Jolene                      | Brad Jr. 5 évesen |              |
| 2018 |                            | On Pointe (Driven to Dance) | Alex              |              |
| 2019 | Shazam!                    | Shazam!                     | Billy Batson      | Nikas Dániel |
| 2022 | Darby és a holtak          | Darby and the Dead          | James             |              |
| 2023 | Shazam! Az istenek haragja | Shazam! Fury of the Gods    | Billy Batson      | Nikas Dániel |
| 2023 |                            | On Fire                     | Clay Laughlin     |              |
| 2024 | Lazareth – Az erdő mélyén  | Lazareth                    | Owen              | Nikas Dániel |

### Televízió
| Év        | Magyar cím                                | Eredeti cím                                  | Szerep     | Megjegyzések |
| --------- | ----------------------------------------- | -------------------------------------------- | ---------- | ------------ |
| 2016      | Nicky, Ricky, Dicky és Dawn               | Nicky, Ricky, Dicky & Dawn                   | Jasper     | 1 epizód     |
| 2016      | Gyilkos elmék: Túl minden határon         | Criminal Minds: Beyond Borders               | Ryan Wolf  | 1 epizód     |
| 2017–2019 | Andi Mack                                 | Andi Mack                                    | Jonah Beck | főszereplő   |
| 2020      |                                           | All That                                     | önmaga     | 1 epizód     |
| 2020      |                                           | The Substitute                               | önmaga     | 1 epizód     |
| 2020      |                                           | Group Chat                                   | önmaga     | 1 epizód     |
| 2020      |                                           | Nickelodeon's Unfiltered                     | önmaga     | 1 epizód     |
| 2021      | High School Musical: A musical: A sorozat | High School Musical: The Musical: The Series | Jack       | 1 epizód     |

## Díjak és jelölések
| Év   | Díj                        | Kategória                                            | Jelölt    | Eredmény | Forrás |
| ---- | -------------------------- | ---------------------------------------------------- | --------- | -------- | ------ |
| 2019 | Szaturnusz-díj             | legjobb fiatal színész                               | Shazam!   | Jelölve  | [ 8 ]  |
| 2019 | Fiatal előadóművészek díja | legjobb fiatal színészegyüttes televíziós sorozatban | Andi Mack | Elnyerte | [ 9 ]  |
| 2020 | iHeartRadio zenei díj      | Social Star-díj                                      | önmaga    | Elnyerte | [ 10 ] |